# Memoriał Eugeniusza Nazimka 2010
Memoriał im. Eugeniusza Nazimka 2010 - 27. edycja turnieju w celu uczczenia pamięci polskiego żużlowca Eugeniusza Nazimka, który odbył się dnia 16 października 2010 roku. Turniej wygrał Grzegorz Walasek.

## Wyniki
- Stadion Stali Rzeszów, 16 października 2010
- NCD: Adrian Miedziński - 67,29 w wyścigu 11
- Sędzia: Jerzy Najwer

| Msc. | Zawodnik                | Klub         | Pkt  |               |  |
| ---- | ----------------------- | ------------ | ---- | ------------- |  |
| 1    | (4) Grzegorz Walasek    | Bydgoszcz    | 14   | (2,3,3,3,3)   |  |
| 2    | (5) Nicki Pedersen      | Dania        | 13+3 | (3,3,3,2,2)   |  |
| 3    | (3) Adrian Miedziński   | Toruń        | 13+2 | (3,1,3,3,3)   |  |
| 4    | (11) Maciej Kuciapa     | Rzeszów      | 11   | (2,2,3,3,1)   |  |
| 5    | (9) Antonio Lindbäck    | Szwecja      | 10   | (3,1,1,2,3    |  |
| 6    | (1) Grzegorz Zengota    | Zielona Góra | 10   | (1,2,2,2,3)   |  |
| 7    | (14) Daniel Jeleniewski | Wrocław      | 9    | (1,3,2,3,0)   |  |
| 8    | (15) Davey Watt         | Australia    | 8    | (3,3,0,1,1)   |  |
| 9    | (2) Dawid Stachyra      | Gdańsk       | 7    | (0,2,2,1,2)   |  |
| 10   | (13) Dawid Lampart      | Rzeszów      | 6    | (0,d,2,2,2)   |  |
| 11   | (16) Paweł Miesiąc      | Dyneburg     | 6    | (2,2,dst,1,1) |  |
| 12   | (8) Rafał Trojanowski   | Poznań       | 5    | (2,1,0,d,2)   |  |
| 13   | (6) Karol Baran         | Lublin       | 4    | (1,1,1,0,1)   |  |
| 14   | (7) Adam Skórnicki      | Poznań       | 2    | (0,0,1,1,0)   |  |
| 15   | (12) József Tabaka      | Węgry        | 1    | (0,0,1,0,0)   |  |
| 16   | (10) Rafał Okoniewski   | Rzeszów      | 1    | (1,0,d,0,d)   |  |

Bieg po biegu
1. [67,54] Miedziński, Walasek, Zengota, Stachyra
2. [67,56] Pedersen, Trojanowski, Baran, Skórnicki
3. [67,53] Lindbäck, Kuciapa, Okoniewski, Tabaka
4. [67,50] Watt, Miesiąc, Jeleniewski, Lampart
5. [67,61] Pedersen, Zengota, Lindbäck, Lampart
6. [65,50] Jeleniewski, Stachyra, Baran, Okoniewski
7. [66,83] Watt, Kuciapa, Miedziński, Skórnicki
8. [67,44] Walasek, Miesiąc, Trojanowski, Tabaka
9. [67,41] Kuciapa, Zengota, Baran, Miesiąc
10. [67,54] Pedersen, Stachyra, Tabaka, Watt
11. [67,29] Miedziński, Jeleniewski, Lindbäck, Trojanowski
12. [68,11] Walasek, Lampart, Skórnicki, Okoniewski
13. [68,91] Jeleniewski, Zengota, Skórnicki, Tabaka
14. [68,11] Kuciapa, Lampart, Stachyra, Trojanowski
15. [67,78] Miedziński, Pedersen, Miesiąc, Okoniewski
16. [68,12] Walasek, Lindbäck, Watt, Baran
17. [69,33] Zengota, Trojanowski, Watt, Okoniewski
18. [68,49] Lindbäck, Stachyra, Miesiąc, Skórnicki
19. [68,62] Miedziński, Lampart, Baran, Tabaka
20. [68,15] Walasek, Pedersen, Kuciapa, Jeleniewski
21. Wyścig dodatkowy: [68,51] Pedersen, Miedziński